# Kunst im öffentlichen Raum in Hamburg-Uhlenhorst
Diese Liste von Kunst im öffentlichen Raum in Hamburg-Uhlenhorst enthält dauerhaft aufgestellte Kunstwerke auf dem Gebiet des Stadtteils Uhlenhorst der Freien und Hansestadt Hamburg, die sich im öffentlichen Raum befinden und von anerkannten Künstlern und Künstlerinnen geschaffen wurden. Viele dieser Kunstwerke sind durch das Programm Kunst am Bau (und dessen Folgeprogramme) gefördert oder mit öffentlichen Geldern angekauft worden, dies ist aber keine Voraussetzung für die Aufnahme. Ebenso mögen einige dieser Kunstwerke als Kulturdenkmal geschützt sein, aber auch das ist keine Voraussetzung für die Aufnahme in diese Liste.
Bauschmuck ist im Normalfall im Artikel über das Bauwerk darzustellen, und gehört nicht in diese Liste. Streetart kann Aufnahme in die Liste finden, wenn es zu dem konkreten Kunstwerk eine ausführliche Rezeption in der Kunstwissenschaft gibt und ein enzyklopädischer Artikel über die Streetart-Künstler oder -Künstlerin existiert oder vorstellbar wäre. Denkmäler, die an eine Person oder ein Ereignis erinnern, können in die Liste aufgenommen werden, wenn sie ob ihrer zumeist plastischen Gestaltung als Kunstwerk gelten können. Bei reinen Gedenktafeln ist das normalerweise nicht der Fall.
Basis der Zusammenstellung sind Datensätze der Hamburger Kulturbehörde von 2012 und 2018, eine Veröffentlichung der SAGA GWG von 2008, und verschiedene Veröffentlichungen von Kunsthistorikern zum Thema. Eine abschließende Liste von Literatur kann es nicht geben, jedoch ist für jeden Eintrag in die Liste ein konkreter Verweis auf eine amtliche Liste oder anerkannte Sekundärliteratur erforderlich.
Gestohlene oder zerstörte Kunstwerke, die ehemals in Hamburg-Uhlenhorst aufgestellt waren, sind in einer separaten Liste aufgeführt.

## Legende
- Lage: Nennt die nächstgelegene Straße und, wenn vorhanden und sinnvoll, das nächstgelegene Bauwerk (mit Hausnummer) oder das umgebende Gebiet (z. B. einen Park) und gibt nötigenfalls Hinweise zur genauen Lage. Darunter werden - wenn vorhanden - auch die Geo-Koordinaten und das Wikidata-Logo als Verweis auf das Wikidata-Objekt angegeben. Die Spalte ist nach der Adresse sortierbar.
- Künstler/in: Name des Künstlers oder der Künstlerin, die das Kunstwerk geschaffen haben, verlinkt mit dem Wikipedia-Artikel zur Person. Die Spalte ist nach dem Nachnamen sortierbar.
- Beschreibung: Kurzbeschreibung des Werks, immer zuerst: Werktitel (kursiv), dann möglichst Material, Stil, Größe, Dargestelltes, Art der Förderung
- Jahr: Jahr der Fertigstellung des Kunstwerkes, wenn unbekannt dann das Jahr der Aufstellung. Hier kann nur ein einziges Jahr angegeben werden, kein Zeitraum. Weitere zeitliche Details zur Schaffung des Kunstwerkes (von–bis) können in der Beschreibung angegeben werden.
- Quelle: Kulturbehörde, SAGA, Literatur, jeweils mit Fußnote. Diese Angabe ist für eine Aufnahme in die Liste verpflichtend.
- Bild: Bild des Kunstwerks, mit Link auf Commons-Kategorie wenn vorhanden

Hinweis: Die Grundsortierung der Liste erfolgt nach der Adresse. Die Liste ist alternativ nach Künstler, Werktitel, Datierung oder Quelle sortierbar.

## Liste
| Lage | Künstler          | Beschreibung | Jahr             | Quelle              | Bild |  |
| --- | ----------------- | --- | ---------------- | ------------------- | --- |  |
| Außenalster In Nähe der Hohenfelder Brücke (Lage)                                                                                      | Stephan Balkenhol | Vier Männer auf Bojen (1 von 4) Kunst im öffentlichen Raum die vier hölzernen Teile des Objekts sind auf mehrere Standorte verteilt und unterscheiden sich durch die Armhaltung.                          | 1993             | Kulturbehörde       | weitere Bilder |  |
| Finkenau 11 Gelände Pflegen und Wohnen Seniorenheim, nördliche Außenmauer (Lage)                                                       | Ulrich Beier      | Die Bremer Stadtmusikanten Ursprünglich aus Bronze, Kunstwerk ist beschädigt – der Schwanz des Esels wurde abgebrochen                                                                                    | 1967             | Zabel S. 58 Nr. 487 | weitere Bilder |  |
| Finkenau 35 Hamburg Media School (ehemals Frauenklinik Finkenau), an der Straße im Eingangsbereich (Lage)                              | Oskar Ulmer       | Mutter mit Kind Kunst im Stadtbild bis 1950, Stand-Brunnen mit Becken und darüber stehender Statue. | 1912             | Kulturbehörde       | weitere Bilder |  |
| Finkenau 35 Innenhof der Hamburg Media School (Lage)                                                                                   | Friedrich Wield   | "Mutter mit zwei Kindern" Kunst im Stadtbild bis 1950, Statue aus Muschelkalk Die Statue stand an dieser Stelle im Innenhof der Frauenklinik in der Finkenau.                                             | 1929             | Kulturbehörde       | weitere Bilder |  |
| Finkenau 35 Hamburg Media School, Innenhof (Lage)                                                                                      | Ursula Querner    | Ceres Kunst am Bau. Die Bronzestatue der römischen Göttin des Ackerbaus stand ursprünglich im Vorgarten des Schwesternhauses der Frauenklinik Finkenau.                                                   | 1961             | Kulturbehörde       | weitere Bilder |  |
| Heinrich-Hertz-Straße 90 Im Gartenbereich hinter Haus 2 und 3 des Altersheims Pflegen & Wohnen (Lage)                                  | Claus Wallner     | Vater und Kind KaB. Die Statue eines Vaters und seines Kindes stand ursprünglich im Hinterhof des Altersheim Averhoffstraße.                                                                              | 1970             | Kulturbehörde       | weitere Bilder |  |
| Kuhmühlenteich auf der Wiese zwischen Hochbahnbrücke, Immenhof und Schürbeker Straße/Kuhmühle (Lage)                                   | Horst Hellinger   | ohne Titel (Befestigte Findlinge) Kunst im öffentlichen Raum. 60 Natursteine, die beim Abtäufen eines Arbeitsschachtes auf der Baustelle am Kuhmühlenteich geborgen wurden, befestigt mit eisernen Nägeln | 1984             | Kulturbehörde       | weitere Bilder |  |
| Lerchenfeld 10 Gymnasium Lerchenfeld, westlicher Baum-Spielbereich (Lage)                                                              | Ursula Querner    | Sitzende Dorothee Kind mit Apfel, dargestellt ist die Tochter der Künstlerin KaB-Zeit, nicht in KB-Liste, Zugang unklar, evtl. Geschenk der Künstlerin?                                                   | 1964             | Kulturbehörde       | weitere Bilder |  |
| Lerchenfeld 10 Gymnasium Lerchenfeld, westlicher Baum-Spielbereich (Lage)                                                              | unbekannt         | Brunnen mit Putte Kunst im Stadtbild bis 1950 | ? (älter, 1910?) | Kulturbehörde       | weitere Bilder |  |
| Lerchenfeld 10 (ehemals) Gymnasium Lerchenfeld ehemalige Eingangshalle                                                                 | Henrik Böhlig     | Musizierende "Mädchen" (3tlg) Kunst am Bau. Kunstwerk nicht mehr vorhanden | 1958             | Kulturbehörde       | |  |
| Lerchenfeld 10 (ehemals) Gymnasium, Lerchenfeld, Aula (Lage)                                                                           | Erich Hartmann    | ohne Titel Sgraffito, Kunst am Bau. | 1956             | Kulturbehörde       | Bild gesucht Die Wikipedia wünscht sich an dieser Stelle ein Bild vom Ort mit diesen Koordinaten 53.568797 10.029868 . Motiv: Lerchenfeld 10 (ehemals) Falls du dabei helfen möchtest, erklärt die Anleitung , wie das geht. BW |  |
| Mundsburg Verkehrsinsel zwischen "Hamburger Meile" und Oberaltenallee (Lage)                                                           | Hildegard Huza    | Mahnmal Bombenopfer vermutlich Bezirks-Auftrag, Opferdenkmal | 1985             | Kulturbehörde       | weitere Bilder |  |
| Richardstraße 44 Vorgarten (Halb-Rondeel) des Mehrparteienhauses (Lage)                                                                | Martin Irwahn     | Knabe mit Hund Lebensgroße Statue aus Bronze | 1955             | Zabel               | weitere Bilder |  |
| Schöne Aussicht 39 und Fährhausstraße 1 Außenalster, öffentliche Hundeauslauffläche (Lage)                                             | Dan Graham        | Double Triangular Pavilion for Hamburg Kunst im öffentlichen Raum, Neubau des im Rahmen von „Hamburg Projekt 1989“ aufgestellten Glaspavillons / Rebuilt version                                          | 1989/99          | Kulturbehörde       | weitere Bilder |  |
| Schürbeker Straße 10 (Lage) | Martin Irwahn     | Falkner zu Pferde Reiterstatue aus Bronze auf Sockel aus BacksteinStatue steht vor Hausnummer 10 und nicht, wie im Zabel angegeben, vor Hausnummer 109                                                    | 1954             | Zabel               | weitere Bilder |  |
| Uferstraße 1a ex-Fröbelkindergarten Uferstraße, jetzt Praxisausbildungsstätte der Fachschule für Sozialpädagogik, Garteneingang (Lage) | Jonas Kötz        | Junge und Mädchen Vermutlich Direkterwerb. Stark stilisierte Figuren eines Jungen und eines Mädchens aus Holz geschnitzt. Figuren wurden aufgrund von witterungsbedingtem Verfall 2023 entfernt.          | 2005             | Kulturbehörde       | weitere Bilder |  |
| Ulmenau 1–3 Rasenfläche (Lage) | Carl Schümann     | Märchenstunde Statue aus SteinKünstler schreibt sich Carl und nicht, wie im Zabel angegeben, Karl | 1963             | Zabel               | weitere Bilder |  |